# Жива вода
Жива́ вода́ — в народних казках чарівна вода, що володіє здатністю повертати до життя убитого героя.

## У фольклорі

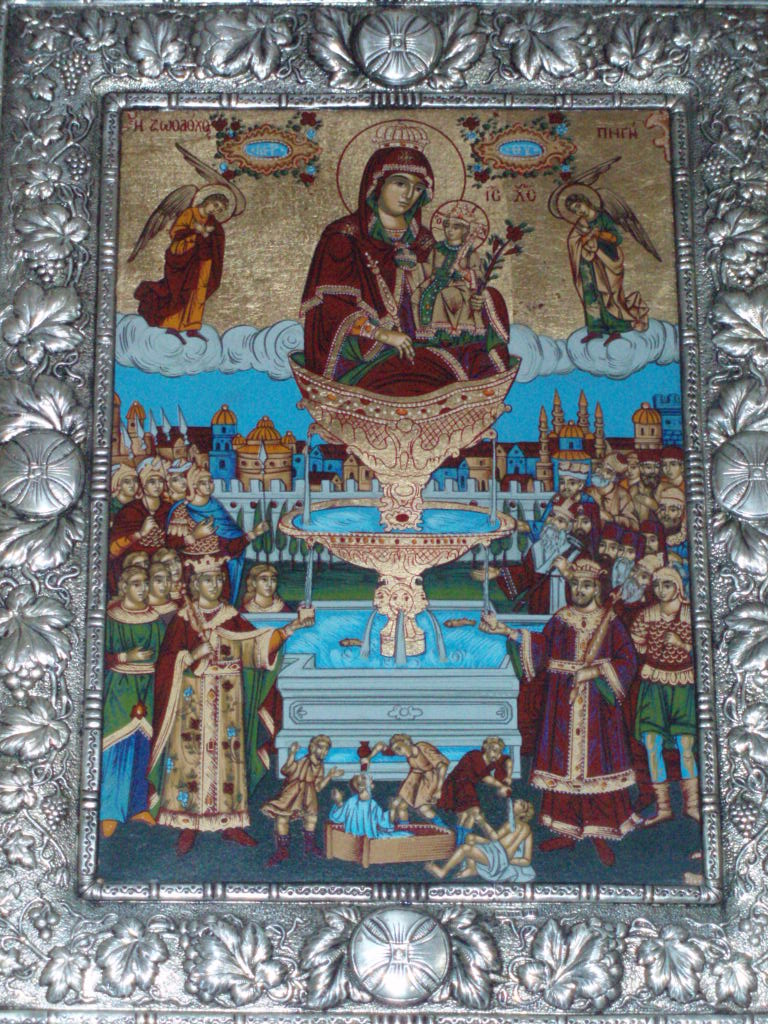

У фольклорі означає воду, що володіє певними чарівними або надприродними властивостями. Наприклад, у казках жива вода здатна оживляти мертве тіло. Найчастіше використовується поспіль з мертвою водою, яка має можливість заліковувати рани. У казці братів Грімм «Жива вода» ковток живої води міг зцілити хворого батька трьох королевичів. У чарівних казках жива вода добувається «за морем».
Алішер Навої згадує, що Іскандер під кінець свого життя безуспішно намагався знайти живу воду (обі хайат).
Казкове шукання живої води і вічної молодості виявилося близьким християнським вченням про вселюдне воскресіння, вічне життя і повне зцілення.

## Як епітет
У переносному значенні може означати усе, що одухотворяє, благотворно діє, пробуджує зацікавленість.

### У Євангелії

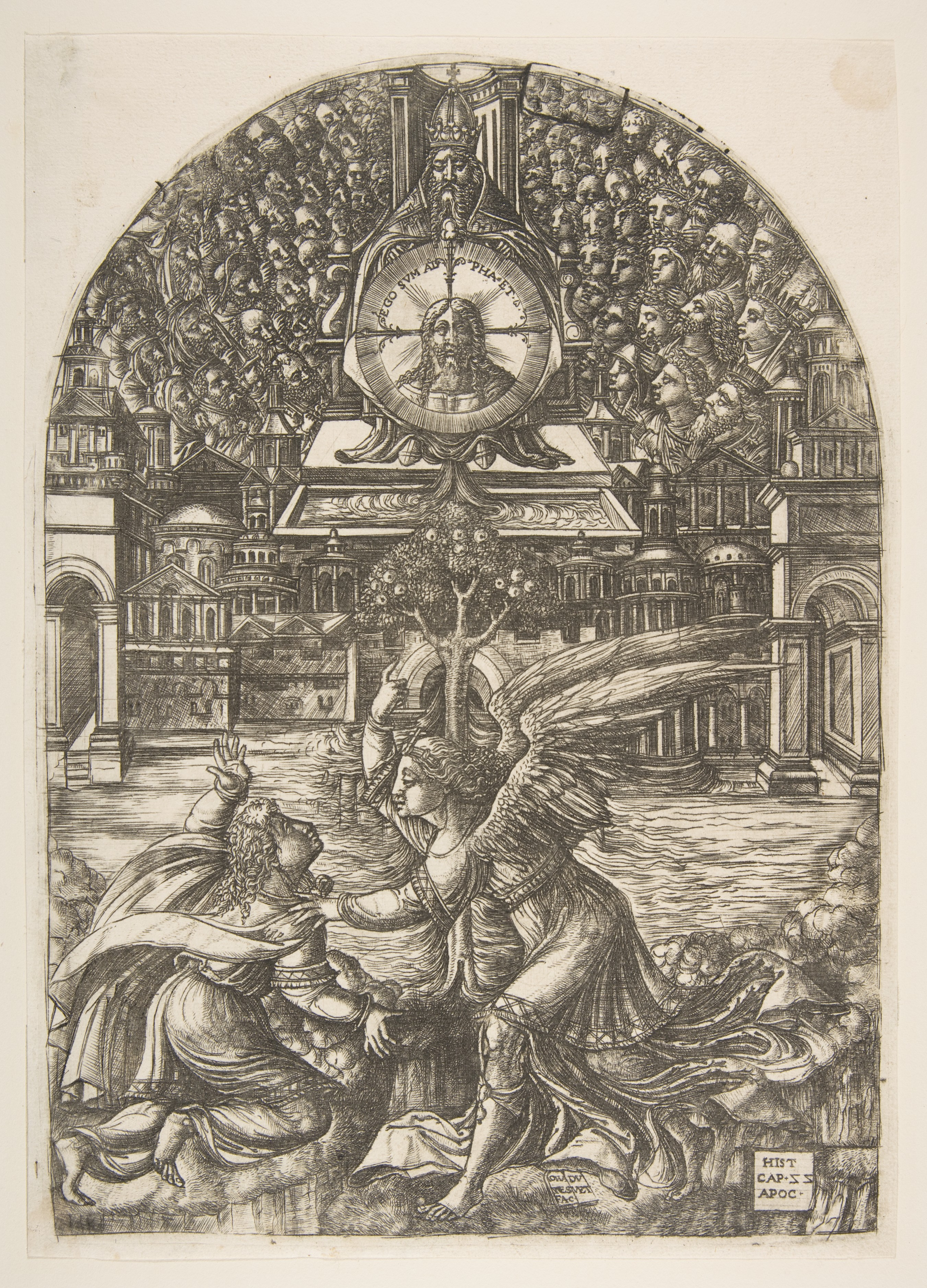
Ангел показує святому Іоанну джерело живої води з Апокаліпсису, Jean_Duvet (1485–1561)

В Біблії «жива вода» є епітетом вічного життя. Одна з перших згадок про живу воду мається у Євангелії від Івана Богослова:
| " | А останнього великого дня свята Ісус стояв і кликав, говорячи: Коли прагне хто з вас нехай прийде до Мене та й п'є! Хто вірує в Мене, як каже Писання, то ріки живої води потечуть із утроби його. Це ж сказав Він про Духа, що мали прийняти Його, хто ввірував у Нього. Не було бо ще Духа на них, не був бо Ісус ще прославлений. (Ів. 7:37—39) | " |

### Виноградна горілка
Латинський вираз aqua vitae (досл. «вода життя») позначало етиловий спирт, отриманий дистиляцією вина. Вираз ввів іспанський лікар й алхімік Арнольд з Вілланови (бл. 1240–1311). Від цього виразу виникли назви таких алкогольних напоїв, як скандинавський аквавіт та українська оковита.

## Див. Також
- Мертва вода
- Свята вода
- Ікона Божої Матері «Живоносне джерело»